# Cars 2
Pour les articles homonymes, voir Cars.
Série Classiques d'animation Pixar
Toy Story 3
(2010) Rebelle
(2012)
Série Cars
Cars
(2006) Planes
(2013)
Pour plus de détails, voir Fiche technique et Distribution.
Cars 2, ou Les Bagnoles 2 au Québec, est le 121e long-métrage d'animation des studios Disney. Réalisé en images de synthèse par John Lasseter et Brad Lewis pour Pixar, il est la suite de Cars sorti en 2006 et suivi par Cars 3 en 2017. Succès surprise au box-office, le film est majoritairement critiqué négativement. Il est considéré comme le premier échec critique de Pixar.  
Le film est sorti sur les écrans français le 27 juillet 2011 en Disney Digital 3-D et IMAX 3D dans les salles équipées. C'est la deuxième suite que propose Pixar après Toy Story 2.

## Synopsis
Quadruple champion de la Piston Cup, la voiture de course Flash McQueen revient chez lui à Radiator Springs et retrouve son meilleur ami, Martin, et sa petite amie, Sally Carrera. On apprend par ailleurs que Doc Hudson est décédé (ceci s'explique par le fait que Paul Newman, l'interprète original de Doc Hudson, est mort avant la production du film). L'ancien magnat du pétrole Sir Miles Axlerod, maintenant défenseur de l'énergie verte et reconverti en voiture électrique, annonce une série de courses appelées le « World Grand Prix », comme un moyen de promouvoir l'Allinol, un carburant qu'il a créé. Bien que McQueen refuse d'abord de participer, le défi lancé par la voiture de Formule 1 italienne Francesco Bernoulli, ainsi que l'intervention de Martin, le conduisent à entrer dans le Grand Prix. À la demande pressante de Sally, McQueen accepte d'emmener Martin au Japon avec lui. Mais la dépanneuse l'embarrasse à plusieurs reprises à cause de sa joyeuse naïveté.
Pendant ce temps, un groupe de voitures terroristes dirigées par le professeur Zündapp et un maître d'œuvre inconnu possède les plus grandes réserves de pétrole inexploitées dans le monde. Ils complotent secrètement pour sécuriser leurs profits pétroliers en utilisant un émetteur d'ondes électromagnétiques déguisée en une caméra de télévision pour enflammer le carburant Allinol, avec pour cible les voitures de course concourant lors du Grand Prix. Sans cause apparente pour les explosions, le public mettrait en doute la sécurité du carburant et préfèrera acheter le pétrole du groupe incriminé. Les espions anglais Finn McMissile et Holley Shiftwell essayent de déjouer leur complot. Ils tentent d'organiser un rendez-vous avec l'espion américain Rod « Torque » Redline lors d'un événement promotionnel du « World Grand Prix », à Tokyo, afin de recevoir des informations sur le cerveau de l'affaire. Cependant Redline est acculé par les sbires de Zündapp et confie ses informations à l'insoupçonnable Martin avant d'être capturé, torturé puis tué. Par conséquent, Shiftwell et McMissile prennent Martin pour leur contact américain.
Pendant la première course à Tokyo, McMissile et Holley aideront Martin qui n'a pas encore pris conscience de l'importance des informations, à échapper aux sbires de Zündapp. En même temps, Martin donne par inadvertance de mauvais conseils à McQueen qui lui font perdre la course. En attendant, Zündapp utilise l'arme sur les coureurs Miguel Camino, Rip Clutchgoneski et Max Schnell, faisant exploser leurs moteur. À bout de patience à cause du comportement embarrassant de Martin, ainsi que de ses mauvais conseils, McQueen rejete Martin, qui se sent coupable décide de retourner à Radiator Springs en laissant une lettre à Flash 
qui en la lisant reconnaît son erreur et tient à s'excuser. Finn McMissile, qui continue de croire que Martin est un espion américain, l'aide à échapper une nouvelle fois aux complices de Zündapp à l'aéroport de Tokyo-Haneda. Une fois à bord, Finn et Holley récupère la balise implanté à Martin et découvre l’image du moteur défectueux du chef de l’organisation. Le trio se rend à Paris pour trouver l’informateur de Finn pour identifier les pièces de la photo, celui-ci il répond qu’il les a vendu à cet homme mystère et qui va assister à la réunion du gang à Porto Corsa, là où aura lieu la deuxième course.
En Italie, site de la deuxième course, Martin, déguisé et équipé, infiltre la réunion des criminels et découvre le plan de Zündapp. Grem et Acer, de leur côté, utilisent leur caméra modifiée sur Carla Veloso et Nigel Gearsley. Plus tard, Shu Todoroki est touché et se fait percuter par plusieurs autres pilotes (Miguel Camino, Max Schnell, Raoul ÇaRoule et Rip Clutchgoneski). Lewis Hamilton et Jeff Gorvette parviennent à éviter le carambolage tandis que Francesco Bernoulli et Flash McQueen parviennent à franchir la ligne d'arrivée, avec la victoire de Flash. Avec le carburant Allinol qui fait l'objet de soupçons, Axlerod suspend son utilisation pour la dernière course en Angleterre, mais McQueen décide de continuer à l'utiliser. Les criminels décident de neutraliser McQueen dans la prochaine course car s'il gagne, il prouvera à tout le monde que l'Allinol est sans danger. En entendant cette nouvelle, Martin sursaute et casse accidentellement une pièce de son déguisement, faisant disparaître ce dernier. Bien qu'il ait réussi à s'échapper avec ses armes, il est ensuite capturé avec McMissile et Shiftwell.

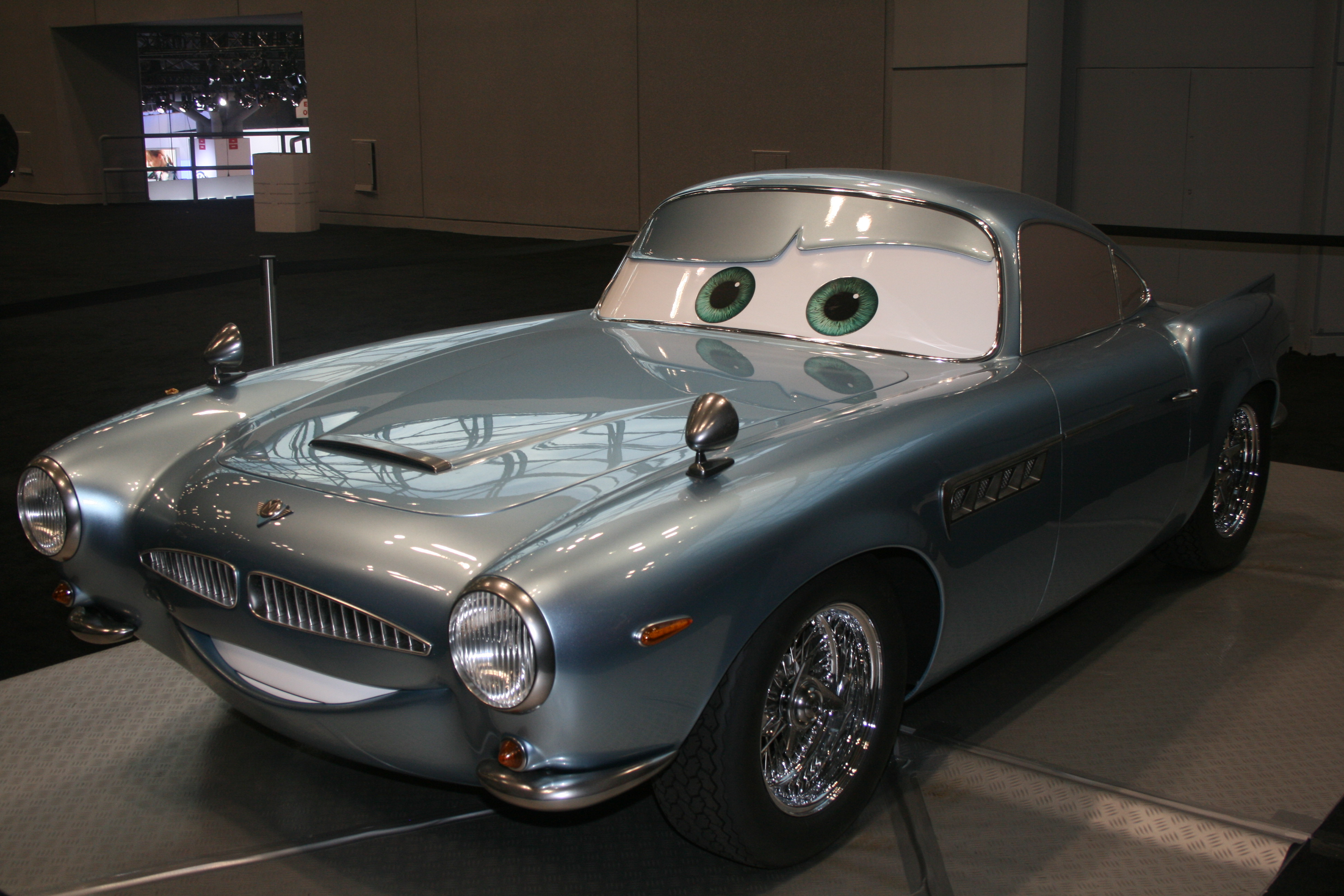
Finn McMissile.

Inconscient, Martin fait un rêve dans lequel il voit ses agissements récents d'une perspective différente et réalise à quel point il a agi stupidement, jusqu'à ce qu'il se réveille ligoté à l'intérieur de Big Bentley avec McMissile et Shiftwell, quelques minutes avant d'être écrasé par ses engrenages. Les criminels utilisent l'arme sur McQueen pendant la course, mais rien ne se passe. Martin parvient à s'échapper pour avertir ses amis qu'une bombe est placée dans le stand de McQueen, mais McMissile et Shiftwell découvrent que la bombe avait été implantée dans le filtre à air de Martin. Ils avertissent Martin à propos de la bombe juste à temps, et Martin s'enfuit pour protéger ses amis. Cependant, il est poursuivi par McQueen désirant de se faire pardonner, ignorant le danger réel jusqu'à ce qu'ils soient hors de portée du détonateur de Zündapp. Il envoie ses sbires pour tuer McQueen et Martin, mais ils sont déroutés par les efforts combinés de Finn McMissile, Holley Shiftwell, et les habitants de Radiator Springs. Après sa capture, Zündapp révèle que seule la personne qui a installé la bombe peut la désactiver. Martin comprend alors que le cerveau du complot Allinol est Miles Axlerod, qui est forcé de désactiver la bombe dans une confrontation finale. Il découvre également qu'Axelrod n'a jamais été reconverti à l'électricité en voyant qu'il a gardé son moteur d'origine et qu'il est le mystérieux maître d'œuvre.
Après avoir arrêté Axlerod, Martin est fait chevalier par la reine d'Angleterre et retourne chez lui avec ses amis, où les voitures ayant participé au « World Grand Prix » prennent part à l'officieux Grand Prix de Radiator Springs, une course hors-caméra créée pour le plaisir. Fillmore révèle que, avant la dernière course, Sergent a remplacé l'Allinol de McQueen par du carburant bio de Fillmore, ce qui a empêché McQueen d'être touché par les rayons électro-magnétiques. Finn McMissile et Holley Shiftwell qui sont venus pour une visite invitent Martin à les rejoindre dans une autre mission d'espionnage, mais il refuse, affirmant qu'il est là où il appartient. Martin rejoint McQueen avec ses fusées. Les deux amis prennent la tête dans la course devant Francesco impressionné par Martin.

## Fiche technique
- Titre original : Cars 2
- Titre québécois : Les Bagnoles 2
- Réalisation : John Lasseter
- Co-réalisation : Brad Lewis

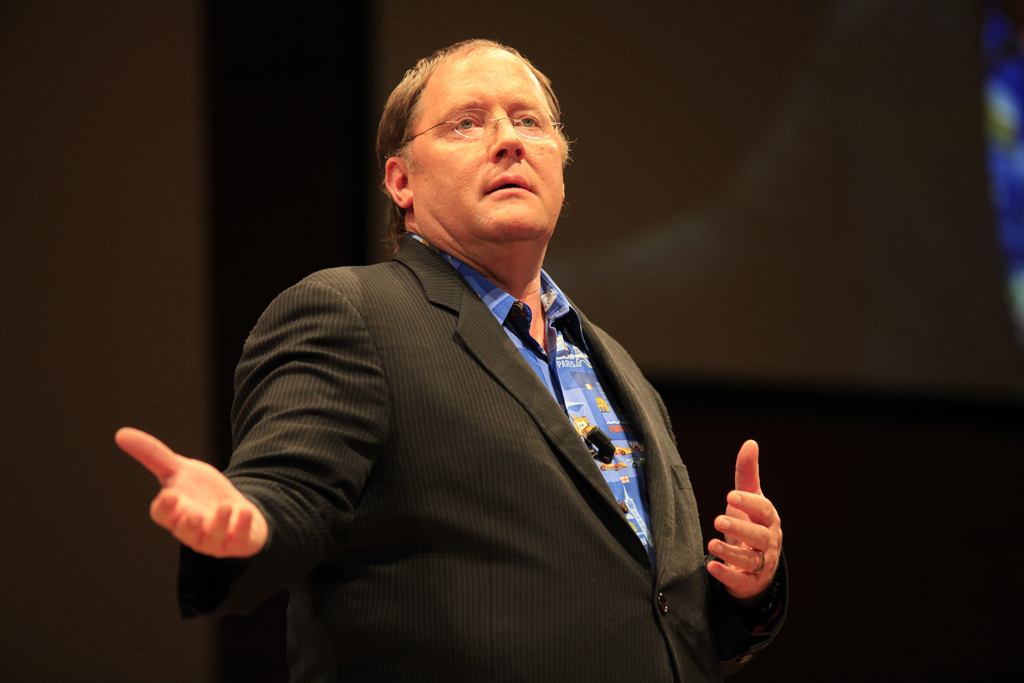
Le réalisateur du film, John Lasseter, en novembre 2011.

- Scénario : Ben Queen d’après une histoire originale de John Lasseter, Brad Lewis et Dan Fogelman
- Story-boards : Brian Fee, Josh Cooley et Enrico Casarosa
- Décors : Harley Jessup
- Montage : Stephen Schaffer
- Effets spéciaux : Gary Bruins
- Musique : Michael Giacchino
- Production : John Lasseter (producteur executif), Mark Nielsen (producteur associé), Denise Ream
- Société de production : Walt Disney Studios Distribution
- Pays d'origine :  États-Unis
- Format : couleur - 35 mm - 2.35:1
- Durée : 106 minutes
- Genre : comédie d'espionnage, animation
- Dates de sortie :
  - États-Unis : 18 juin 2011 (première mondiale à Hollywood) ; 24 juin 2011 (sortie nationale)
  - Canada : 24 juin 2011
  - Belgique : 6 juillet 2011
  - France : 10 juillet 2011 (Festival Paris Cinéma) ; 27 juillet 2011 (sortie nationale)

## Distribution

### Voix originales
- Larry the Cable Guy : Mater
- Owen Wilson : Flash McQueen
- Michael Caine : Finn McMissile
- Emily Mortimer : Holley Shiftwell
- Eddie Izzard : Sir Miles Axlerod
- John Turturro : Francesco Bernoulli
- Bonnie Hunt : Sally Carrera
- Thomas Kretschmann : Professeur Zündapp
- Tony Shalhoub : Luigi
- Guido Quaroni : Guido
- Paul Dooley : Sarge
- Lloyd Sherr : Fillmore
- Joe Mantegna : Grem
- Peter Jacobson : Acer
- Bruce Campbell : Rod "Torque" Redline
- Brent Musburger : Brent Mustangberger
- Darrell Waltrip : Darrell Cartrip
- Franco Nero : Oncle Topolino
- David Hobbs : David Hobbscap
- Patrick Walker : Mel Dorado
- Jeff Garlin : Otis
- Michel Michelis : Tomber
- Jason Isaacs : Siddeley / Leland Turbo
- Teresa Gallagher : Ordinateur de Mater
- Jenifer Lewis : Flo
- Stanley Townsend : Victor Hugo / Vladimir Trunkov / Ivan le dépanneur
- Velibor Topić : Alexander Hugo
- Sig Hansen : Crabby
- Vanessa Redgrave : La reine / Mama Topolino
- John Mainieri : J. Curby Gremlin
- Brad Lewis : Tubbs Pacer
- Cheech Marin : Ramone
- Jeff Gordon : Jeff Gorvette
- Lewis Hamilton : Lui même
- Edie McClurg : Minny
- Richard Kind : Van
- Katherine Helmond : Lizzie
- John Ratzenberger : Mack
- Michael Wallis : Shérif
- John Lasseter : John Lassetire

### Voix françaises
- Gilles Lellouche : Martin
- Guillaume Canet : Flash McQueen
- Lambert Wilson : Finn McMissile
- Mélanie Doutey : Holley Shiftwell
- Cécile de France : Sally Carrera
- Jacques Villeneuve : lui-même[Note 1]
- Sophia Loren : Mama Topolino
- Bernard Gabay : Miles Axlerod
- Michel Dodane : Le Shérif
- Salvatore Ingoglia : Francesco Bernoulli
- Michel Elias : Brent Mustangburger
- Boris Rehlinger : Grem, John Curby Gremlin
- Bernard Alane : le professeur Zündapp
- Pascal Nowak : Acer
- Philippe Chereau : Darrell Cartrip
- Enrico Di Giovanni : Oncle Topolino
- Patrice Melennec : Mel Dorado
- Marc Perez : Luigi
- Christian Peythieu : Otis
- Patrick Messe : Tomber
- Laurent Larcher : Raoul Ça Roule / Jeff Gorvette / Siddeley
- Thierry D'Armor : Siddeley
- Pascal Sellem : Fillmore
- Annie Balestra : Flo
- Patrick Osmond : John Lassetire
- Michaël Cancel : Lewis Hamilton
- Guillaume Orsat : Mack
- Julien Kramer : Ramone
- Evelyn Séléna : la Reine

### Voix québécoises
- Manuel Tadros : Mater
- Patrice Dubois : Flash McQueen[2]
- Benoît Brière : Finn McMissile
- Émilie Bibeau : Holley Shiftwell
- Alain Zouvi : Sir Miles Axelrod
- Frédéric Desager : Francesco Bernoulli
- Mélanie Laberge : Sally Carrera
- Pierre Auger : professeur Zundapp
- Silvio Orvieto : Luigi
- Joël Legendre : Sergent
- Louis-Philippe Dandenault : Fillmore
- François Godin : Grem
- François Sasseville : Acer
- François-Simon Poirier : Rod Redline
- Tristan Harvey : Brent Mustanbuger
- Louis-Georges Girard : Darrell Cartrip
- Jacques Villeneuve : lui-même
- Pierre Pinchiaroli : oncle Topolino
- Sébastien Dhavernas : Mel Dorado
- Charles Préfontaine : Otis
- Luis de Cespedes : Ramone
- Hélène Mondoux : Flo
- Benoît Rousseau : Mack
- Johanne Garneau : Lizzie
- Hubert Gagnon : Shérif
- Nathalie Cavezzali : Bagnole italienne

## Production

### Développement
Cars est le deuxième film de Pixar après Toy Story à avoir une suite. Le budget de production est de 200 millions de dollars, ce qui en fait à sa sortie le film le plus coûteux de Pixar avec Toy Story 3.

### Réalisation

#### Versions alternatives
Lors de la cérémonie d'ouverture du World Grand Prix à Tokyo, McQueen rencontre Lewis Hamilton ainsi qu'un autre coureur. Cet autre coureur diffère selon le doublage du film : Jeff Gorvette (version originale), Raoul ÇaRoule (version française), Max Schell (version allemande) et Carla Veloso (version brésilienne). Dans les langues où aucun coureur du pays ne participe au World Grand Prix, d'autres personnages ont été créés à partir du modèle de Max Schell, avec les couleurs du drapeau de l'état concerné. On retrouve donc Flash Nilsson (version suédoise), Frosty Winterbottom (version australienne), Long Ge (version mandarine), Memo Rojas Jr. (version mexicaine), et Vitaly Petrov (version russe). La seule exception est la version espagnole, alors qu'il y a bien un coureur espagnol au World Grand Prix (Miguel Camino), c'est Fernando Alonso que l'on aperçoit dans la scène, permettant au pilote de faire un caméo.

### Casting
Trois des acteurs ayant prêté leurs voix dans la version originale du film Cars et deux des acteurs ayant doublé le film en français sont mort avant ce second opus rendant impossible leur participation :
- Joe Ranft, interprète de Red et Peter est mort dans un accident de voiture le 16 août 2005 lors de la production du premier film.
- George Carlin, interpréte de Fillmore, mort le 22 juin 2008, est remplacé par Lloyd Sherr.
- Paul Newman, interprète de Doc Hudson dans la version originale, étant mort le 26 septembre 2008, il ne sera pas remplacé, les producteurs ayant décidé de faire disparaître le personnage. Bernard-Pierre Donnadieu qui lui prêtait sa voix dans la version française est également mort le 27 décembre 2010.
- Michel Fortin, qui double Martin dans la version française  est mort le 15 mars 2011, il est remplacé par Gilles Lellouche.

### Bande originale
La bande originale du film sort en CD et en téléchargement le 14 juin 2011. Cars 2 est le quatrième film Pixar à être composé par Michael Giacchino après Les Indestructibles, Ratatouille et Là-haut. C'est aussi le seul Pixar réalisé par John Lasseter dont la musique n'est pas de Randy Newman.
| Cars 2 (Original Motion Picture Soundtrack) | Cars 2 (Original Motion Picture Soundtrack) | Cars 2 (Original Motion Picture Soundtrack) | Cars 2 (Original Motion Picture Soundtrack) | Cars 2 (Original Motion Picture Soundtrack) | Cars 2 (Original Motion Picture Soundtrack) | Cars 2 (Original Motion Picture Soundtrack) | Cars 2 (Original Motion Picture Soundtrack) | Cars 2 (Original Motion Picture Soundtrack) | Cars 2 (Original Motion Picture Soundtrack) |
| No                                          | Titre                                       | Paroles                                     | Auteur                                      | Durée                                       |                                             |                                             |                                             |                                             |                                             |
| ------------------------------------------- | ------------------------------------------- | ------------------------------------------- | ------------------------------------------- | ------------------------------------------- | ------------------------------------------- | ------------------------------------------- | ------------------------------------------- | ------------------------------------------- | ------------------------------------------- |
| 1.                                          | You Might Think                             | Ric Ocasek                                  | Weezer                                      | 3:07                                        |                                             |                                             |                                             |                                             |                                             |
| 2.                                          | Collision of Worlds                         |                                             | Robbie Williams, Brad Paisley               | 3:36                                        |                                             |                                             |                                             |                                             |                                             |
| 3.                                          | Mon Cœur Fait Vroum (My Heart Goes Vroom)   | Michael Giacchino, Scott Langteau           | Bénabar                                     | 2:49                                        |                                             |                                             |                                             |                                             |                                             |
| 4.                                          | Nobody's Fool                               | Paisley                                     | Paisley                                     | 4:17                                        |                                             |                                             |                                             |                                             |                                             |
| 5.                                          | Polyrhythm                                  | Yasutaka Nakata                             | Perfume                                     | 4:09                                        |                                             |                                             |                                             |                                             |                                             |
| 6.                                          | Turbo Transmission                          |                                             | Michael Giacchino                           | 0:52                                        |                                             |                                             |                                             |                                             |                                             |
| 7.                                          | It's Finn McMissile!                        |                                             | Michael Giacchino                           | 5:54                                        |                                             |                                             |                                             |                                             |                                             |
| 8.                                          | Mater the Waiter                            |                                             | Michael Giacchino                           | 0:43                                        |                                             |                                             |                                             |                                             |                                             |
| 9.                                          | Radiator Reunion                            |                                             | Michael Giacchino                           | 1:40                                        |                                             |                                             |                                             |                                             |                                             |
| 10.                                         | Cranking Up the Heat                        |                                             | Michael Giacchino                           | 1:59                                        |                                             |                                             |                                             |                                             |                                             |
| 11.                                         | Towkyo Takeout                              |                                             | Michael Giacchino                           | 5:40                                        |                                             |                                             |                                             |                                             |                                             |
| 12.                                         | Tarmac the Magnificent                      |                                             | Michael Giacchino                           | 3:27                                        |                                             |                                             |                                             |                                             |                                             |
| 13.                                         | Whose Engine is This?                       |                                             | Michael Giacchino                           | 1:22                                        |                                             |                                             |                                             |                                             |                                             |
| 14.                                         | History's Biggest Loser Cars                |                                             | Michael Giacchino                           | 2:26                                        |                                             |                                             |                                             |                                             |                                             |
| 15.                                         | Mater of Disguise                           |                                             | Michael Giacchino                           | 0:48                                        |                                             |                                             |                                             |                                             |                                             |
| 16.                                         | Porto Corsa                                 |                                             | Michael Giacchino                           | 2:55                                        |                                             |                                             |                                             |                                             |                                             |
| 17.                                         | The Lemon Pledge                            |                                             | Michael Giacchino                           | 2:13                                        |                                             |                                             |                                             |                                             |                                             |
| 18.                                         | Mater's Getaway                             |                                             | Michael Giacchino                           | 0:59                                        |                                             |                                             |                                             |                                             |                                             |
| 19.                                         | Mater Warns McQueen                         |                                             | Michael Giacchino                           | 1:31                                        |                                             |                                             |                                             |                                             |                                             |
| 20.                                         | Going to the Backup Plan                    |                                             | Michael Giacchino                           | 2:24                                        |                                             |                                             |                                             |                                             |                                             |
| 21.                                         | Mater's the Bomb                            |                                             | Michael Giacchino                           | 3:17                                        |                                             |                                             |                                             |                                             |                                             |
| 22.                                         | Blunder and Lightning                       |                                             | Michael Giacchino                           | 2:17                                        |                                             |                                             |                                             |                                             |                                             |
| 23.                                         | The Other Shoot                             |                                             | Michael Giacchino                           | 1:03                                        |                                             |                                             |                                             |                                             |                                             |
| 24.                                         | Axlerod Exposed                             |                                             | Michael Giacchino                           | 2:22                                        |                                             |                                             |                                             |                                             |                                             |
| 25.                                         | The Radiator Springs Grand Prix             |                                             | Michael Giacchino                           | 1:30                                        |                                             |                                             |                                             |                                             |                                             |
| 26.                                         | The Turbomater                              |                                             | Michael Giacchino                           | 0:50                                        |                                             |                                             |                                             |                                             |                                             |
| 63:22                                       |                                             |                                             |                                             |                                             |                                             |                                             |                                             |                                             |                                             |

## Accueil

### Accueil critique
Sur l'agrégateur américain Rotten Tomatoes, le film récolte 39 % d'opinions favorables pour 216 critiques. Sur Metacritic, il obtient une note moyenne de 57⁄100 pour 38 critiques.
En France, le site Allociné propose une note moyenne de 2,6⁄5 à partir de l'interprétation de critiques provenant de 16 titres de presse.

## Autour du film
La scène à Paris où deux voitures s'embrassent sur le Pont des Arts est librement inspirée d'un moment qu'a réellement vécu John Lasseter avec sa femme Nancy lors d'un voyage dans la capitale.

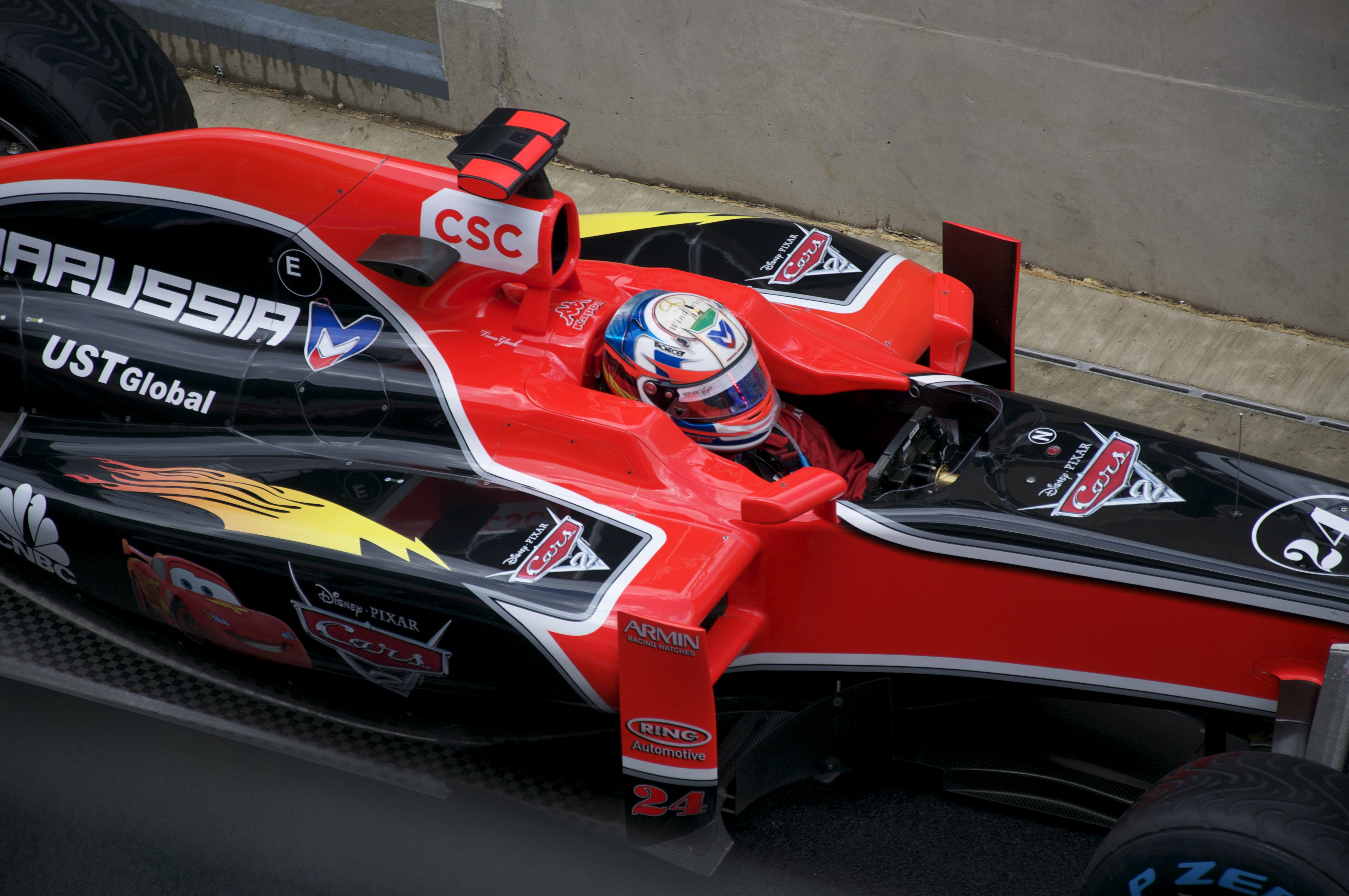
Timo Glock pilote au Grand Prix automobile de Grande-Bretagne 2011 une monoplace avec une livrée spéciale Cars 2.

Le co-réalisateur Brad Lewis avait déjà travaillé pour les studios Pixar (pour le film Ratatouille), ainsi que l'un des co-scénaristes, Enrico Casarosa.
La place du village de Portorosso ressemble à celle de Porto Corsa.
Le marché aux pièces à Paris est le pavillon Baltard.
L'inscription A113 est visible sur l'aileron arrière du jet de McMissile, nombre qui revient fréquemment dans les films Pixar.
Tous les monuments romains et parisiens sont modifiés avec des formes d'automobile, des calandres, des roues, etc.
Lorsque McQueen et son équipe arrivent en Italie, ils sont accueillis par l'oncle Topolino. Topolino est aussi le nom italien de Mickey Mouse. De plus, on peut reconnaître sur la fontaine du village italien le fameux trident qui sert de logo au constructeur italien Maserati.
Pendant le générique de fin, dans un panorama en peinture de Paris, on peut apercevoir le restaurant Gusteau, lieu principal du film Ratatouille. On voit également le restaurant pendant le film.
La chanson You might think interprétée par le groupe Weezer est à l'origine une chanson du groupe The Cars de 1984, Weezer étant un groupe produit par Ric Ocasek, fondateur, chanteur et guitariste du groupe The Cars.
Le générique de Cars 2 est un duo entre Robbie Williams et Brad Paisley intitulé Collision of Worlds
Le bateau de pêche qui transporte McMissile au début du film est le FV Northwestern (en), qui figure à l'affiche de la série télévisée Péril en haute mer diffusée sur Discovery Channel. Il est doublé en version originale par Sig Hansen, capitaine de ce bateau.

### Suite
Le 18 mars 2014, Robert Iger annonce que  Cars 3 est en cours de production sans préciser la date de sortie. Le film sort le 16 juin 2017.